# Mode fétichiste
 (mai 2023).
Si vous disposez d'ouvrages ou d'articles de référence ou si vous connaissez des sites web de qualité traitant du thème abordé ici, merci de compléter l'article en donnant les références utiles à sa vérifiabilité et en les liant à la section « Notes et références ».

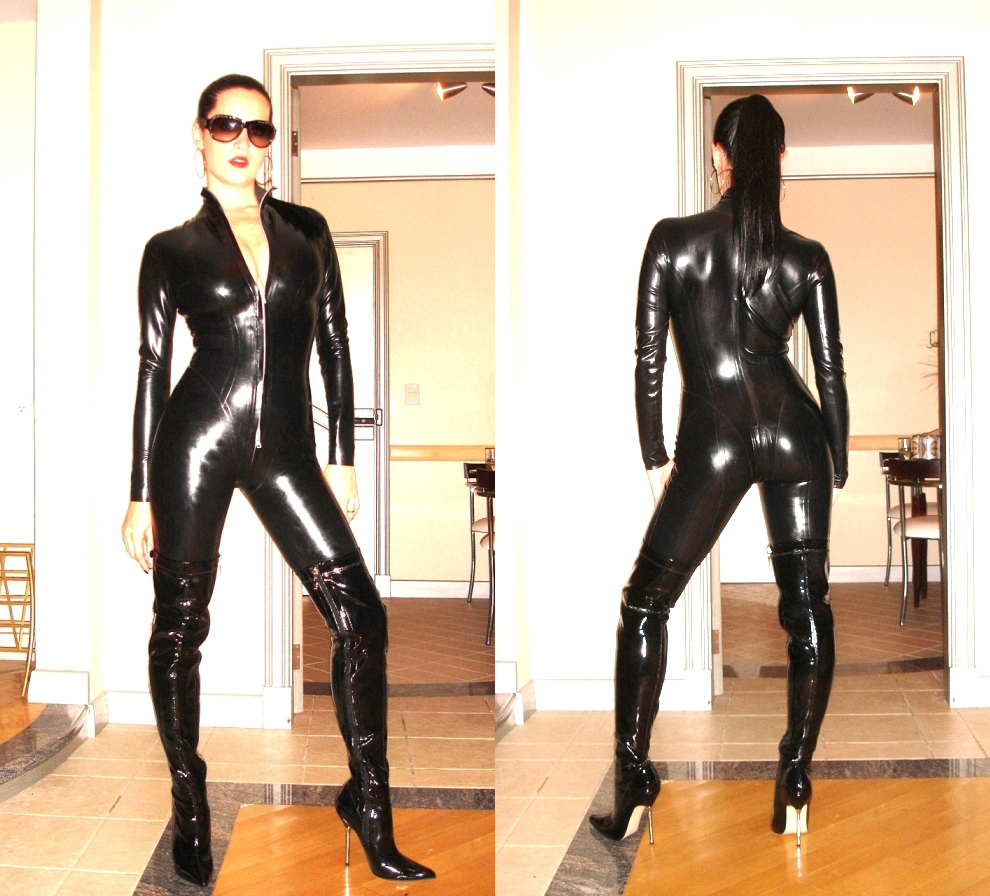
Femme portant un catsuit en latex et des cuissardes.

La mode fétichiste est une mode incluant un style ou une apparence ayant la forme d'un vêtement ou accessoire, fabriqué dans un but extrémiste ou provocant.
Le style de vêtement fétichiste est souvent fabriqué à base de matériaux tels que le cuir, le latex, de gomme synthétique ou de plastique, de nylon, de PVC, et acier inoxydable. Certaines de ces icônes fétichistes incluent les bottes et chaussures à talons aiguilles (notamment les bottes de ballets, les culottes, les corsets, les colliers, les catsuits, les minijupes, les menottes et autres vêtements et accessoires.
Les modes fétichistes sont souvent confondues avec la mode du déguisement.

## Historique
La mode fétichiste n'a aucune origine spécifique. Certaines rumeurs tiennent à croire que l'utilisation des corsets et des jupes durant les années 1700 étaient à l'origine d'un premier signe de mode fétichiste, car la majorité de la société n'avait aucun accès à ces types d'articles.
Cependant, d'autres sources portent à croire que la mode fétichiste serait apparue depuis la culture des habits en cuir portés par les homosexuels à Londres, au Royaume-Uni durant la Seconde Guerre mondiale. Durant cette période, les homosexuels étaient considéré comme rejeté par la société.
Plus tard, l'attirance pour le cuir s'étend au Royaume-Uni durant l'année 1960 causée par l'influence des musiciens de rock tels que les Rolling Stones et the Who, ainsi que par les acteurs de télévision tels que Honor Blackman et Diana Rigg dans l'émission Chapeau melon et bottes de cuir.
La pandémie de Covid-19 a entraîné une réémergence de la mode fétichiste.
Certains stylistes ajoutent quelques éléments fétichistes dans leurs créations ou créent carrément des produits indirectement acceptés par la commercialisation publique. Malcolm McLaren et Vivienne Westwood sont des stylistes ayant fabriqué un bon nombre de vêtements inspiré du style BDSM pour la sous-culture punk.

## Publications

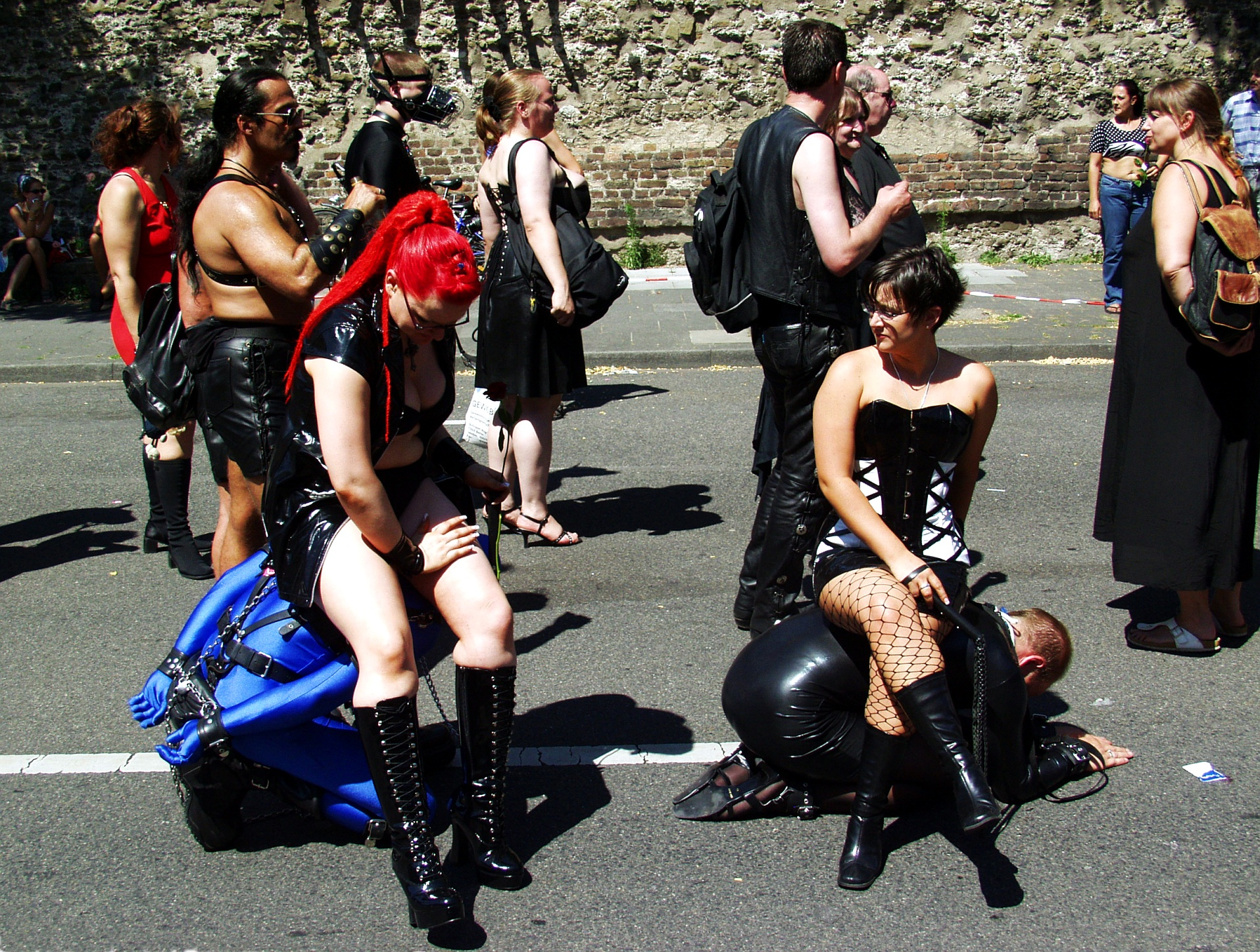
Défilé de BDSM, en 2006, à Cologne.

Les modes fétichistes deviennent popularisé aux États-Unis durant les années 1950 grâce à la publication de livres et magazines tels que Bizarre et autres publications tabous. Skin Two est un magazine fétichiste contemporain publiant les aspects de la sous-culture fétichiste à travers le monde.
Mais le magazine fetish numéro 1 est sans aucun doute[réf. souhaitée] Marquis Magazine, publié en 3 langues : anglais, allemand et français.